# Anton Herzinger

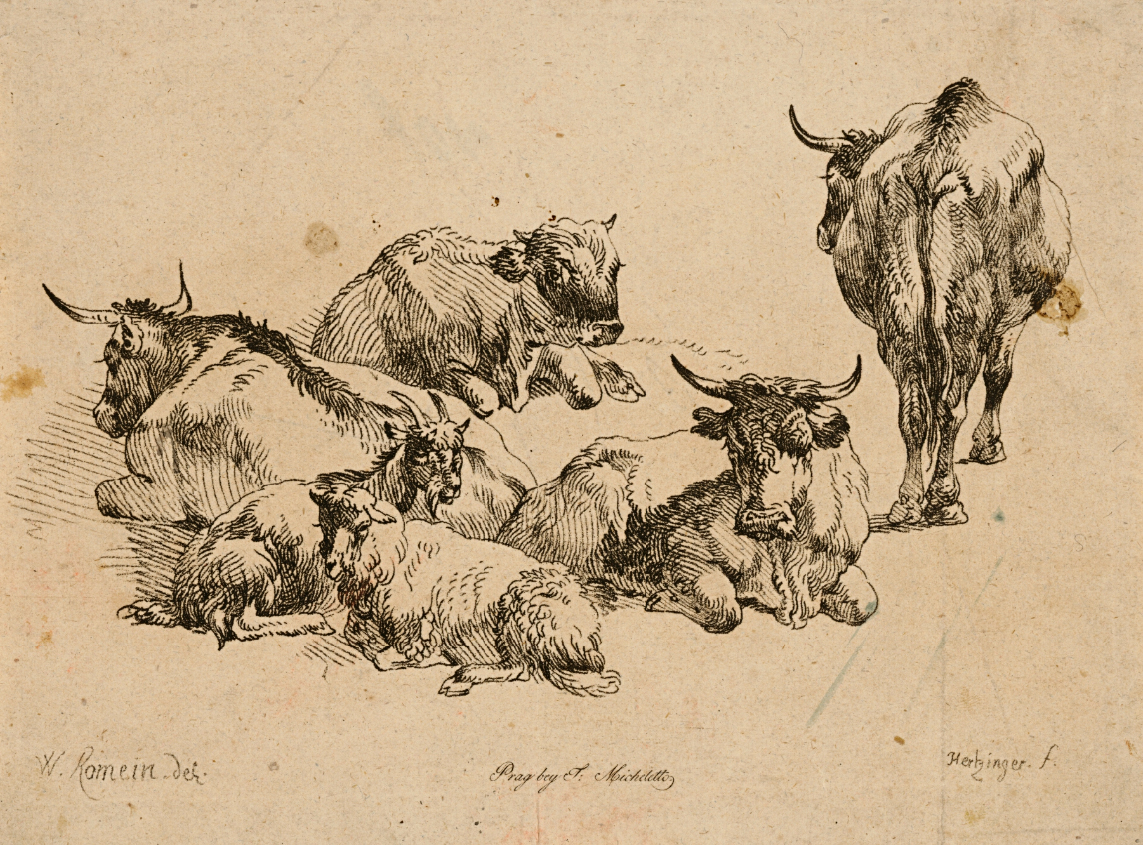
Kühe und Ziegen

Joseph Anton Herzinger (* 18. November 1763 in Fallbach; † 12. Dezember 1826 in Wien) war ein österreichischer Maler, Radierer und Kupferstecher.
Anton Herzinger studierte an der Wiener Kunstakademie. Er heiratete Maria Anna Mantler (1771–1816). IM Jahr 1800 wurde er als Stipendiat an die neu gegründete Prager Kunstakademie berufen. Hier hatte er bis 1806 die Leitung der Graphikwerkstatt inne und die Aufsicht über die Druckerpresse im Clementinum. Um 1807 hielt er sich in Dresden auf, ab 1809 war er wieder in Wien tätig.
Neben Grafiken nach eigenen Vorlagen schuf er Kupferstiche nach Vorlagen zeitgenössischer Künstler sowie nach den Werken klassischer Meister, wie Peter Paul Rubens oder Salomon van Ruysdael.